# Paimiut Slough
La rivière Paimiut Slough est un cours d'eau d'Alaska, aux États-Unis située dans la  région de recensement de Bethel. C'est un affluent de la rivière Innoko, elle-même affluent du  fleuve Yukon.

## Description
Longue de 70 milles (113 km), elle coule en direction du sud-ouest pour se jeter dans la rivière Innoko à 21 milles (34 km) au sud-ouest d'Holy Cross.
Son nom provient du nom du village référencé en 1899 : Pimute.